# سوسن (خواننده)
گل‌اندام طاهرخانی با نام هنری سوسن (۲۱ خرداد ۱۳۲۲ – ۱۳ اردیبهشت ۱۳۸۳) خواننده اهل ایران بود.

## اوایل زندگی
سوسن با نام اصلی مهناز یا گل‌اندام طاهرخانی در سال ۱۳۱۹ در قصر شیرین متولد شد. نام پدرش ابراهیم و نام مادرش بلقیس بود. خانوادهٔ سوسن کرد بودند. پس از مرگ پدرش در یک حادثهٔ تصادف به همراه مادرش به شهر تاکستان مهاجرت کرد و مدتی در این شهر ساکن شد و به تهران مهاجرت کرد. مادرش به علت بیماری وبا درگذشت. سوسن نزد زنی  که به او عمه می‌گفت زندگی کرد. در همسایگی آنان زنی بود که در کافه‌ها می‌خواند و بعضی وقت‌ها سوسن را با خود به کافه می‌برد و او هم با شبی دو تومان شروع به کار کرد.

## ورود به عرصه خوانندگی

سوسن و نعمت الله آغاسی روی جلد مجله زن روز

سوسن به تقلید ترانه‌های دلکش و قمرالملوک وزیری و ملوک ضرابی پرداخت و با نام ویکتور در یک کافه با شبی پانزده تومان مشغول به کار شد. پس از چندی رشید مرادی آهنگساز موسیقی کوچه بازاری با او آشنا شد و او را به کافه دیگری برد و نام هنری سوسن را انتخاب کرد. سوسن سواد خواندن و نوشتن نداشت به کمک رشید مرادی و محمد تهرانی ترانه‌ها را حفظ می‌کرد.
پس از سال‌ها توسط جمیله به کافه‌های مجلل‌تر رفت که توانست در شکوفه نو، جایی برای خود باز کند. آقا رضا سهیلا دارای چند کافه در لاله‌زار بود از او خواستگاری کرد ولی او جواب رد داد. با گذشت زمان پایش به رادیو باز شد و سپس به مهمانی‌های بزرگ دعوت شد و همچنین توسط پوران وارد دربار شد. در بیشترین مهمانی‌های تاج الملوک مادر محمدرضا شاه پهلوی او به اتفاق ملوک ضرابی دعوت می شد.
معروف‌ترین ترانه سوسن، «دوست دارم می‌دونی» است که آهنگ آن از فتح‌الله ریاحی و شعر آن از سعید دبیری است. ترانه‌هایی از او در چند فیلم پیش از انقلاب به‌کار رفته‌است، از جمله: قیصر و حسن کچل.

## پس از انقلاب ۱۳۵۷
سوسن قبل انقلاب در کاباره‌ها می‌خواند. سوسن پس از مدتی  با محمد تهرانی خواننده که تئاتر روحوضی اجرا می‌کرد هم‌خانه شد و پس از دستگیری در دو مهمانی و محکوم شدن به دو مرتبه ۷۴ ضربه شلاق، تعهد داد که دیگر خوانندگی نکند. پس از چند ماه به کمک شخصی از طریق کوه به ترکیه و سپس لندن و بعد به آمریکا مهاجرت کرد.

## ساخت بیمارستان
بیمارستانی در قصرشیرین با کمک و حمایت مالی وی ساخته شد که مردم قصر شیرین آن را به نام وی می‌شناسند. زمانی که این بیمارستان ۳ طبقه و ۱۴۴ تخت‌خوابی در آستانه افتتاح بود، جنگ ایران و عراق آغاز شد و پس از تصرف قصر شیرین توسط عراق بعثی تا اوایل سال ۱۳۶۲، این بیمارستان در تصرف عراق بود. عراقی‌ها پیش از عقب‌نشینی خود بیمارستان را تخریب کردند. مساحت این ساختمان حدود چهار هزار مترمربع است که طبقه اول کاملاً تخریب شده و بخش‌های زیادی از دو طبقه دیگر آن ویران شده.
این بیمارستان بازسازی نشده و به عنوان مخروبه‌ای باقی‌مانده از دوران جنگ ایران و عراق مورد بازدید قرار می‌گیرد.

## درگذشت
سوسن در ۱۳ اردیبهشت ۱۳۸۳ پس از یک عمل جراحی بر روی بازوی دست راستش که مدت‌ها پیش از آن دچار شکستگی شده بود به علت ایست قلبی در بیمارستانی در لس آنجلس آمریکا درگذشت.

## ترانه‌شناسی

### امروز
| نام ترانه        | ترانه‌سرا        | آهنگساز        | تنظیم           |
| ---------------- | --------------- | -------------- | --------------- |
| عروس خانوم       | رشید مرادی      | رشید مرادی     | محمد حیدری      |
| دروغه            | بهی             | بهی            | محمد حیدری      |
| دو تا رفیق       | مقدم سلطانی     | مقدم سلطانی    | پرویز رحمان‌پناه |
| شهر بی تو        | معینی کرمانشاهی | تورج شعبانخانی |                 |
| دل قشنگه         | شهپر            | حسین واثقی     | بهروز پناهی     |
| خوش به حال مستان |                 |                |                 |

### سفر
| نام ترانه         | ترانه‌سرا       | آهنگساز          | تنظیم |
| ----------------- | -------------- | ---------------- | ----- |
| سفر               | جهانبخش مهموری | امیر پازوکی      |       |
| خوش به حال دیوونه |                |                  |       |
| مخروبه            | جهانبخش مهموری | امیر پازوکی      |       |
| خطا کردم          | جهانبخش مهرورز | امیر پازوکی      |       |
| عشق یکسره رر      | مجید یراق طلا  | امیر پازوکی      |       |
| یادته             | اکبر آزاد      | منوچهر گودرزی    |       |
| هرکی به فکر خویشه | سعید دبیری     | امیر پازوکی      |       |
| دنیا دو روزه      | امان منطقی     | انوشیروان روحانی |       |
| قلش بده           |                |                  |       |
| گل حسرت           | علیزاده        | علی نوعدوست      |       |

### عاشقی
| نام ترانه      | ترانه‌سرا       | آهنگساز     | تنظیم      |
| -------------- | -------------- | ----------- | ---------- |
| سر به سرم نذار | رامین          | رامین       | محمد حیدری |
| قسم            | ریاحی          | ریاحی       | محمد حیدری |
| دختر جنوبی     | ایرج طاهری     | ایرج طاهری  | محمد حیدری |
| آرزوی دل       | جمشید نجفی     | جمشید نجفی  | محمد حیدری |
| بلای عاشقی     | محمد حیدری     | محمد حیدری  | محمد حیدری |
| میخوونه        | دستگیر         | دستگیر      | محمد حیدری |
| خدانگهدار      | بامداد جویباری | امیر پازوکی | ریاحی      |

### زوار (۱۳۶۷)
| نام ترانه                  | ترانه‌سرا          | آهنگساز       | تنظیم       |
| -------------------------- | ----------------- | ------------- | ----------- |
| زوار                       | بابک رادمنش       | بابک رادمنش   | لقمان ادهمی |
| راز دل                     | بابک رادمنش       | بابک رادمنش   | لقمان ادهمی |
| دنیای قشنگ                 | بامداد جویباری    | حسین صمدی     | آندرانیک    |
| یادت میاد                  | بابک رادمنش       | بابک رادمنش   | آندرانیک    |
| نه آفتابی نه مهتابی (معما) | سعید مهناویان     | سعید مهناویان | آندرانیک    |
| نگو خداحافظ                | جهانبخش مهموری    | امیر پازوکی   | آندرانیک    |
| دل نداره گناهی             | همایون هوشیارنژاد | کاظم رزازان   | کاظم رزازان |
| دل                         |                   |               |             |
| نگاه                       |                   |               |             |

### دوست دارم
| نام ترانه                     | ترانه‌سرا       | آهنگساز            | تنظیم    |
| ----------------------------- | -------------- | ------------------ | -------- |
| دوست دارم                     | سعید دبیری     | فتح‌الله ریاحی      |          |
| خودم کردم که لعنت بر خودم باد | افشین          | منوچهر گودرزی      |          |
| آخ به دلم                     | مجید یراق طلا  | امیر پازوکی        |          |
| الاکلنگ و تیشه                | بامداد جویباری | حسین صمدی          | آندرانیک |
| انگشتر                        | فتح‌الله ریاحی  | فتح‌الله ریاحی      |          |
| کلاه مخملی                    | تورج نگهبان    | اسفندیار منفردزاده |          |
| دختر دیوونه                   | سعید دبیری     | فتح‌الله ریاحی      |          |
| به من بگو                     | اکبر آزاد      | منوچهر گودرزی      |          |
| گلی بچین و برو                |                |                    |          |
| خدانگهدار                     |                |                    |          |

### آخ به دلم
| نام ترانه         | ترانه‌سرا       | آهنگساز     | تنظیم |
| ----------------- | -------------- | ----------- | ----- |
| گلی بچین و برو    |                |             |       |
| الاکلنگ و تیشه    | بامداد جویباری | حسین صمدی   |       |
| دختر دیوونه       |                |             |       |
| به من بگو         | اکبر آزاد      | امیر پازوکی |       |
| آخ به دلم         |                |             |       |
| کلاه مخملی        |                |             |       |
| هرکی به فکر خویشه |                |             |       |
| یادته             |                |             |       |
| دنیا دو روزه      |                |             |       |
| قلش بده           |                |             |       |
| کی میشه           |                |             |       |
| نازنیا            |                |             |       |

### خوانندگی در سینما
| نام فیلم  | نام ترانه  | ترانه‌سرا    | آهنگساز            | تنظیم              | سال اجرا |
| --------- | ---------- | ----------- | ------------------ | ------------------ | -------- |
| قیصر      | کلاه مخملی | تورج نگهبان | اسفندیار منفردزاده | اسفندیار منفردزاده | ۱۳۴۸     |
| حسن کچل   |            |             |                    |                    |          |
| میوه گناه |            |             |                    |                    |          |